# Pozo de Urd

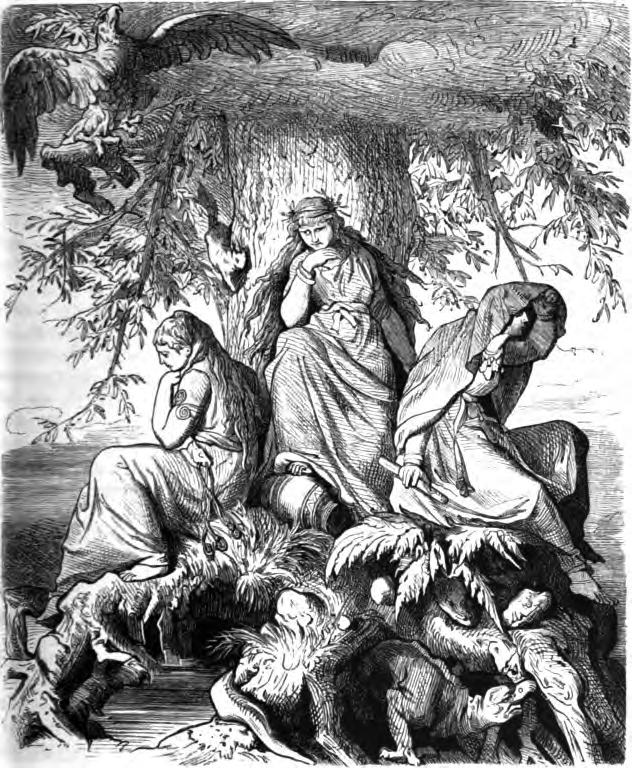
Las tres Nornas, el águila sin nombre y la ardilla Ratatösk en el árbol Yggdrasil, entendido aquí como un roble; al pie del árbol, el pozo de Urd. Ilustración de Ludwig Burger (1825 - 1884) para la obra de Wilhelm Wägner Dioses y héroes germánicos nórdicos (Nordisch-germanische Götter und Helden, 1882). Ed. Otto Spamer (1820 - 1886), Leipzig y Berlín.

En el Asgard de la mitología nórdica, el Pozo de Urd alimentaba una de las raíces del árbol Yggdrasil.

## Relación con laVöluspá
En la Visión de la adivina (Völuspá) se puede encontrar el Pozo de Urd en los versos 19 y 20:
Yo sé que se riega un fresno sagrado,
el alto Yggdrasil, con blanco limo;
eso es el rocío que baja del valle;
junto al pozo de Urd siempre verde se yergue.
Vienen de allá muy sabias mujeres,
tres, de las aguas que están bajo el árbol;
una Urd se llamaba, la otra Verdandi,
-su tabla escribían- Skuld la tercera;
los destinos regían, les daban sus vidas
a los seres humanos, su suerte a los hombres...
En estos versos, la adivina está contando cómo las llamadas Nornas riegan el árbol, y también nos dice del Pozo de Urd que es fuente de sabiduría. Las Nornas toman del agua del pozo y el lodo que hay en torno a la fuente y rocían el fresno para que no se seque ni se pudran sus ramas. El agua de Urd es tan sagrada que todo aquello que llega a la fuente se vuelve blanco.
Al rocío que cae de él sobre la tierra de los hombres se le llama rocío de miel, y de él se alimentan las abejas. Dos cisnes se alimentan de la fuente de Urd, y de ellos nace la especie de los cisnes.